# Fogg Art Museum

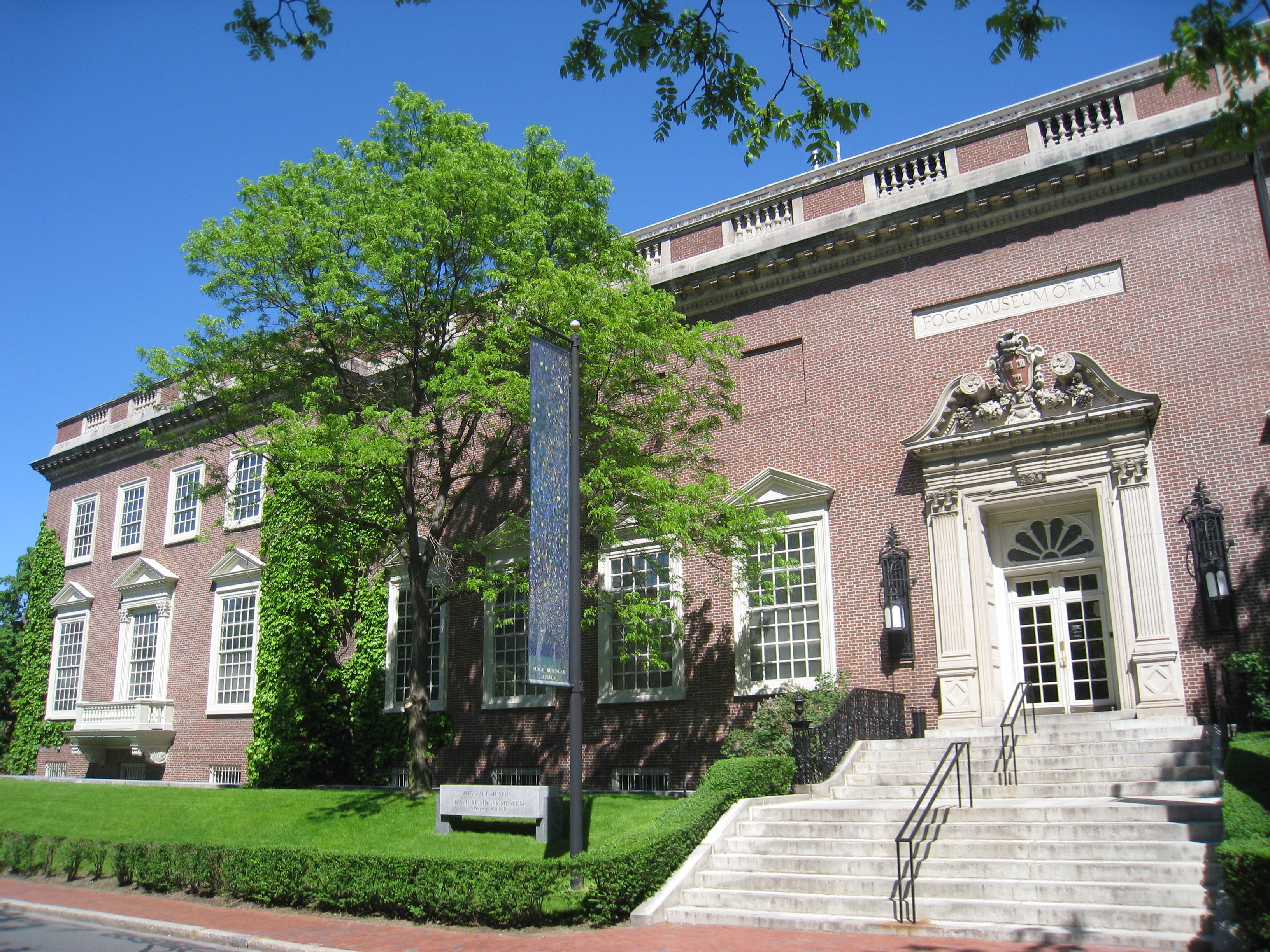
Das Fogg Art Museum

Das Fogg Art Museum ist ein Kunstmuseum in Cambridge, Massachusetts. Das 1895 eröffnete Museum ist das älteste der Harvard University. Die Sammlung des Fogg Art Museum umfasst europäische Kunst vom Mittelalter bis hin zur Gegenwart.
Es wurde nach Plänen von Renzo Piano so neugestaltet, dass es die Bestände aller drei Kunstmuseen der Universität zeigen kann. Das Fogg Art Museum, das Busch-Reisinger Museum und das Arthur M. Sackler Museum bilden seit der Wiedereröffnung nach sechsjähriger Schließung zusammen die Harvard Art Museums.

## Geschichte
Das Museum wurde 1895 als erstes Kunstmuseum der Harvard University eröffnet, die es in der Folge als Studiensammlung nutzte. Es wurde in einem zwischen 1893 und 1895 nach Plänen von Richard Morris Hunt im Stil der italienischen Renaissance errichteten Gebäude untergebracht. Dieses Gebäude wurde abgerissen und durch ein neues, vom Architekturbüro Coolidge, Shepley, Bulfinch, and Abbott im Stil der Georgianische Architektur nachempfunden, ersetzt. Es wurde 1925 der Öffentlichkeit zugänglich gemacht.

## Sammlung
Die Sammlung umfasst Kunstwerke vom Mittelalter bis zur Gegenwart. Sie beinhaltet allein 60.000 Drucke von Künstlern wie Giovanni Antonio Canal, Giovanni Battista Piranesi, Rembrandt van Rijn, Honoré Daumier, Albrecht Dürer, James McNeill Whistler, Kara Walker und der Künstler des deutschen Expressionismus. Weiterhin besitzt das Museum 13.000 Zeichnungen, unter anderem von Michelangelo, Giovanni Battista Tiepolo, Peter Paul Rubens, Pieter Brueghel der Ältere, Alfred Barye, Rembrandt van Rijn, Edgar Degas, Henri Matisse, Nicolas Poussin, Francisco de Goya, Eugène Delacroix und Picasso.
Die Abteilung für amerikanische Malerei, Skulptur und dekorative Kunst wurde erst im Jahr 2002 eingerichtet und umfasst 3000 Kunstwerke. Die koloniale Malerei ist durch bedeutende Werke von John Singleton Copley und Gilbert Stuart. Von den Künstlern des 19. Jahrhunderts sind John Singer Sargent und James McNeill Whistler gut in der Sammlung des Museums vertreten. Sie beinhaltet auch wichtige Werke von Charles Willson Peale, William M. Harnett, Thomas Eakins und Winslow Homer. Die Besucher können zudem Werke der neoklassizistischen Skulptur von Randolph Rogers und Edmonia Lewis sehen, wie auch spätere Skulpturen von Daniel Chester French und Augustus Saint-Gaudens. Die bedeutende Silber-Kollektion umfasst koloniale Werke von John Coney of Boston und Myer Myers, genau wie Arbeiten der Arts and Crafts-Bewegung. Die Abteilung für Amerikanische Kunst beheimatet auch 1500 Porträts und Büsten vom 17. Jahrhundert bis zur Gegenwart.

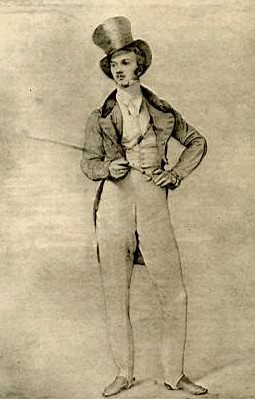
Zeichnung Antoine Apponyi von Jean-Auguste-Dominique Ingres
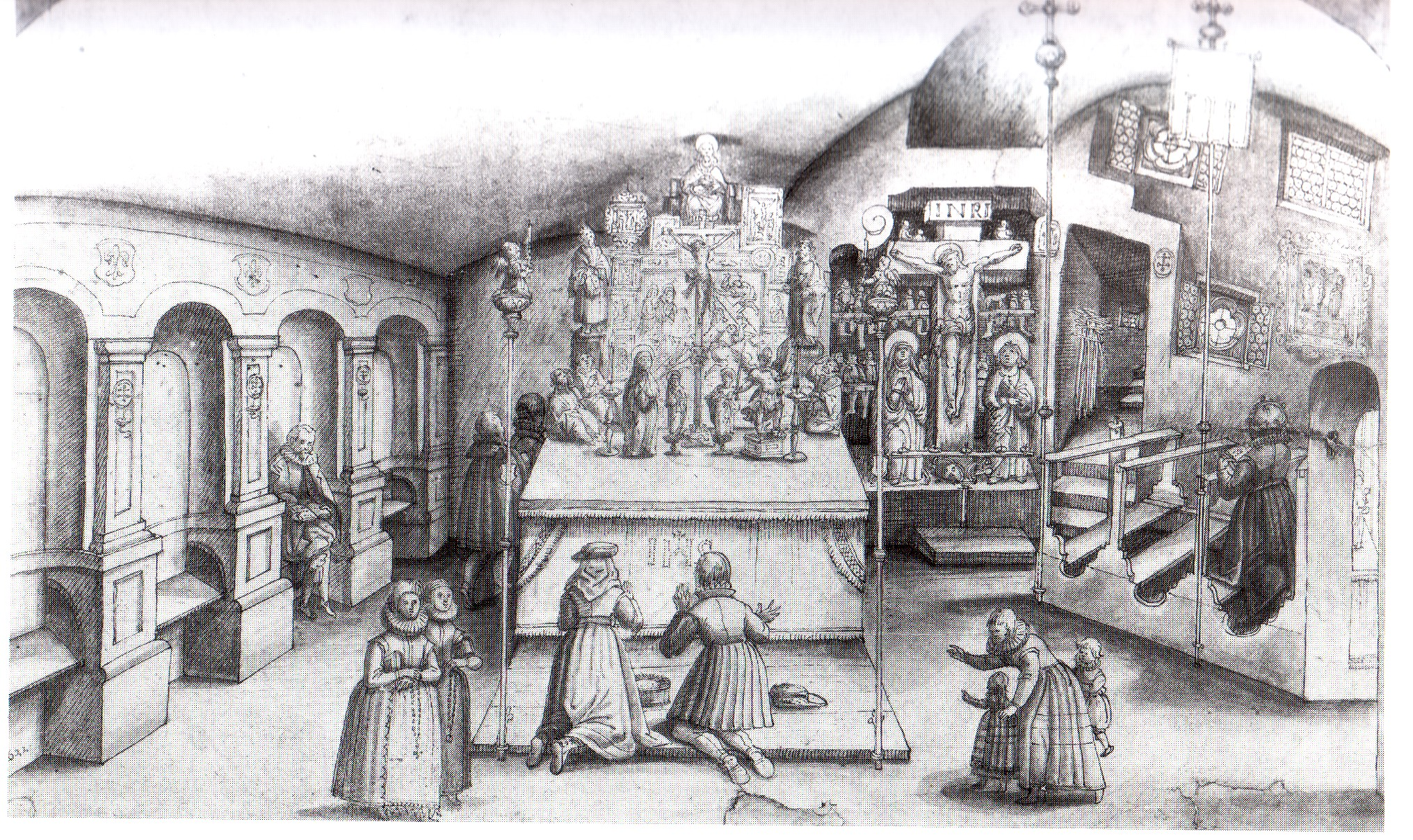
Untere Kapelle des St. Salvator Schwäbisch Gmünd von Christoph Friedel
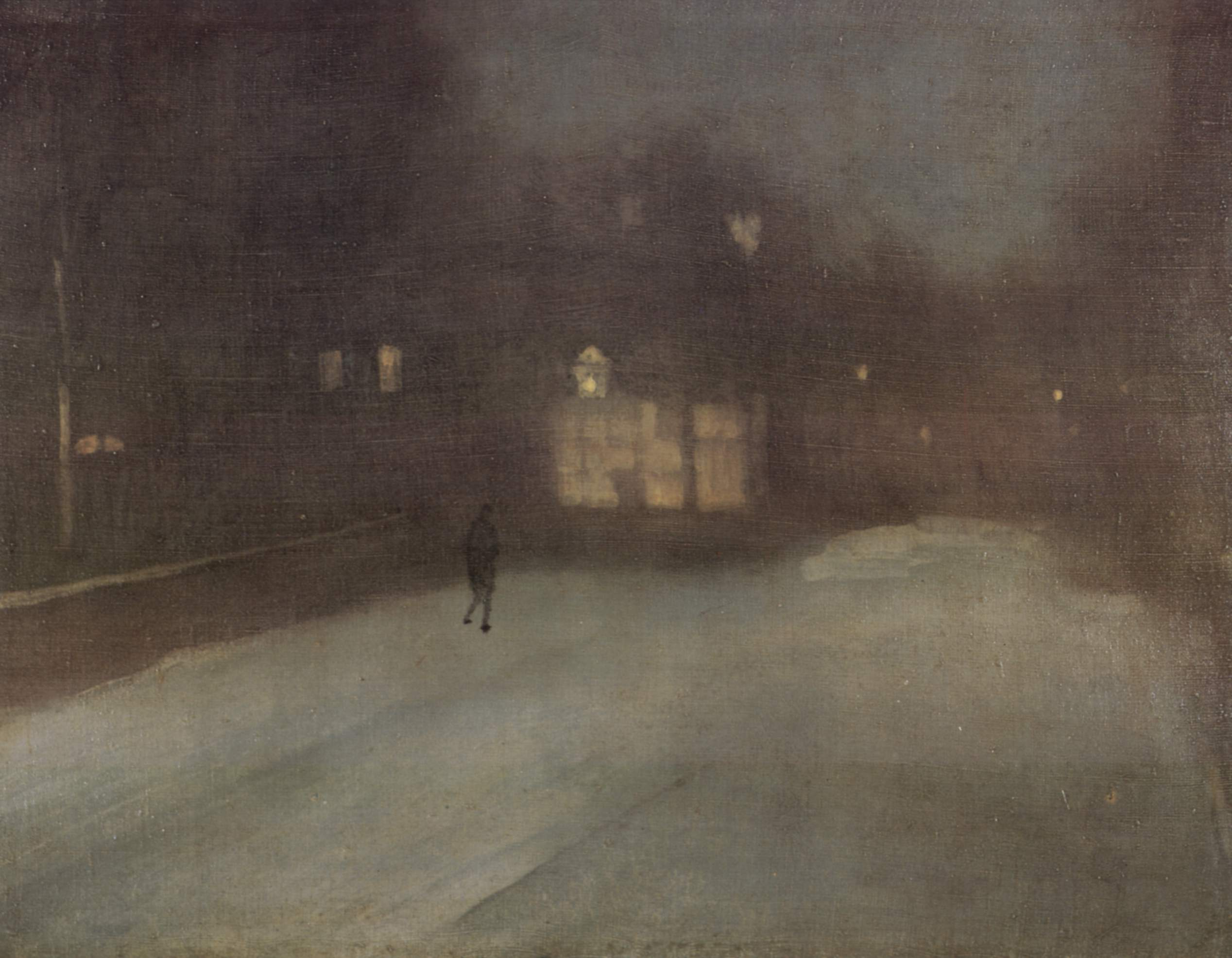
Nocturne in Grau und Gold, Schnee in Chelsea von James McNeill Whistler
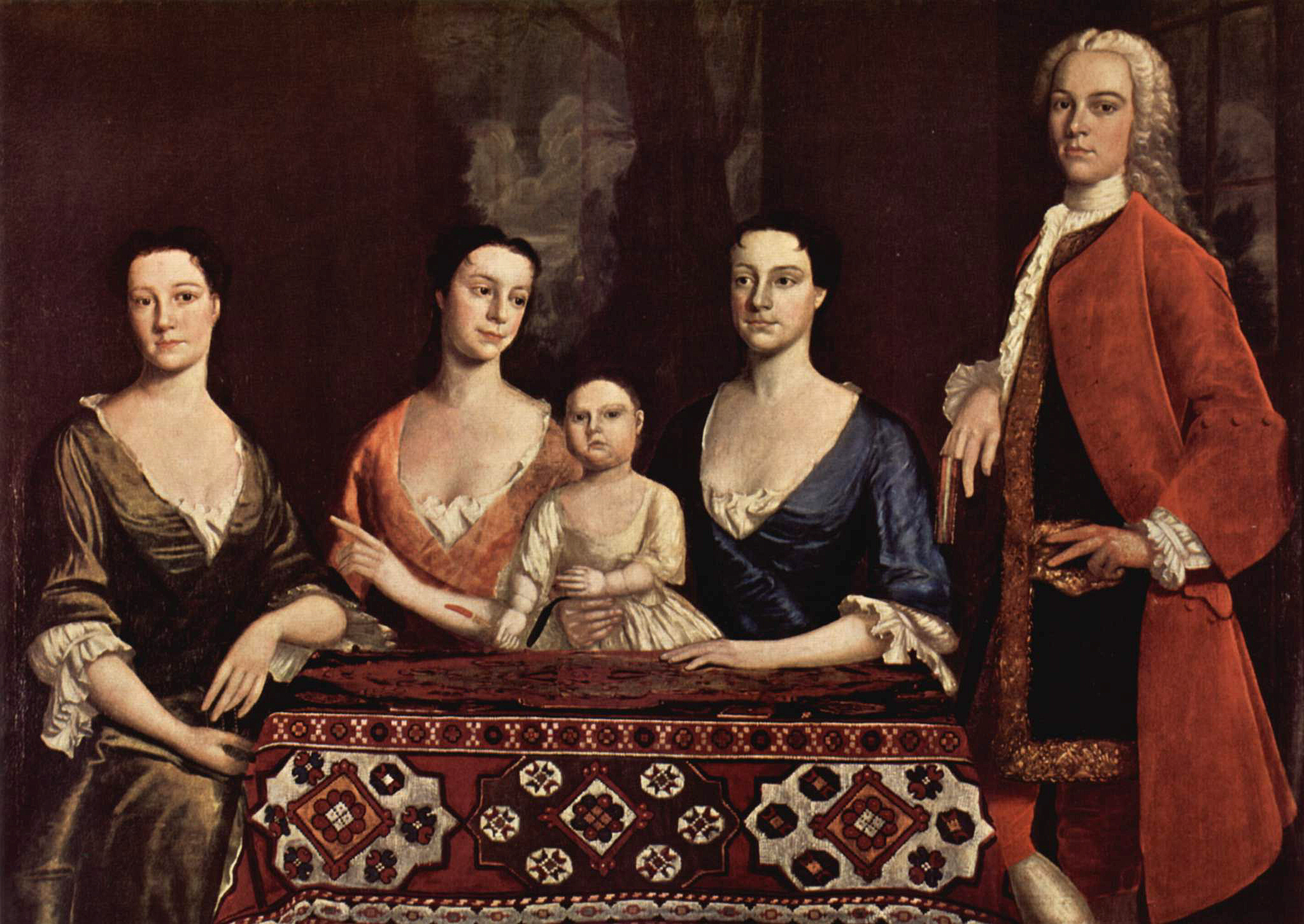
Familienporträt des Isaac Royall von Robert Feke

In der Abteilung für europäische Kunst werden 1100 Gemälde, 1400 Skulpturen und 2100 Werke der dekorativen Kunst geführt. Die Sammlung europäischer Gemälde gilt als eine der besten universitären Sammlungen dieser Art in den Vereinigten Staaten. Der Fokus liegt auf Werken der italienischen Renaissance, der niederländischen Barockmalerei und der französischen, sowie britischen Malerei des 19. Jahrhunderts. Die Skulpturensammlung umfasst Werke von Künstlern wie Auguste Rodin und Antoine-Louis Barye sowie eine bedeutende Gruppe von römischen Terracotta-Studien aus dem 17. Jahrhundert, die unter anderem von Gian Lorenzo Bernini. Die dekorative Art ist unter anderem mit Silber-Objekten von den britischen Inseln und Wedgwood-Keramik vertreten.

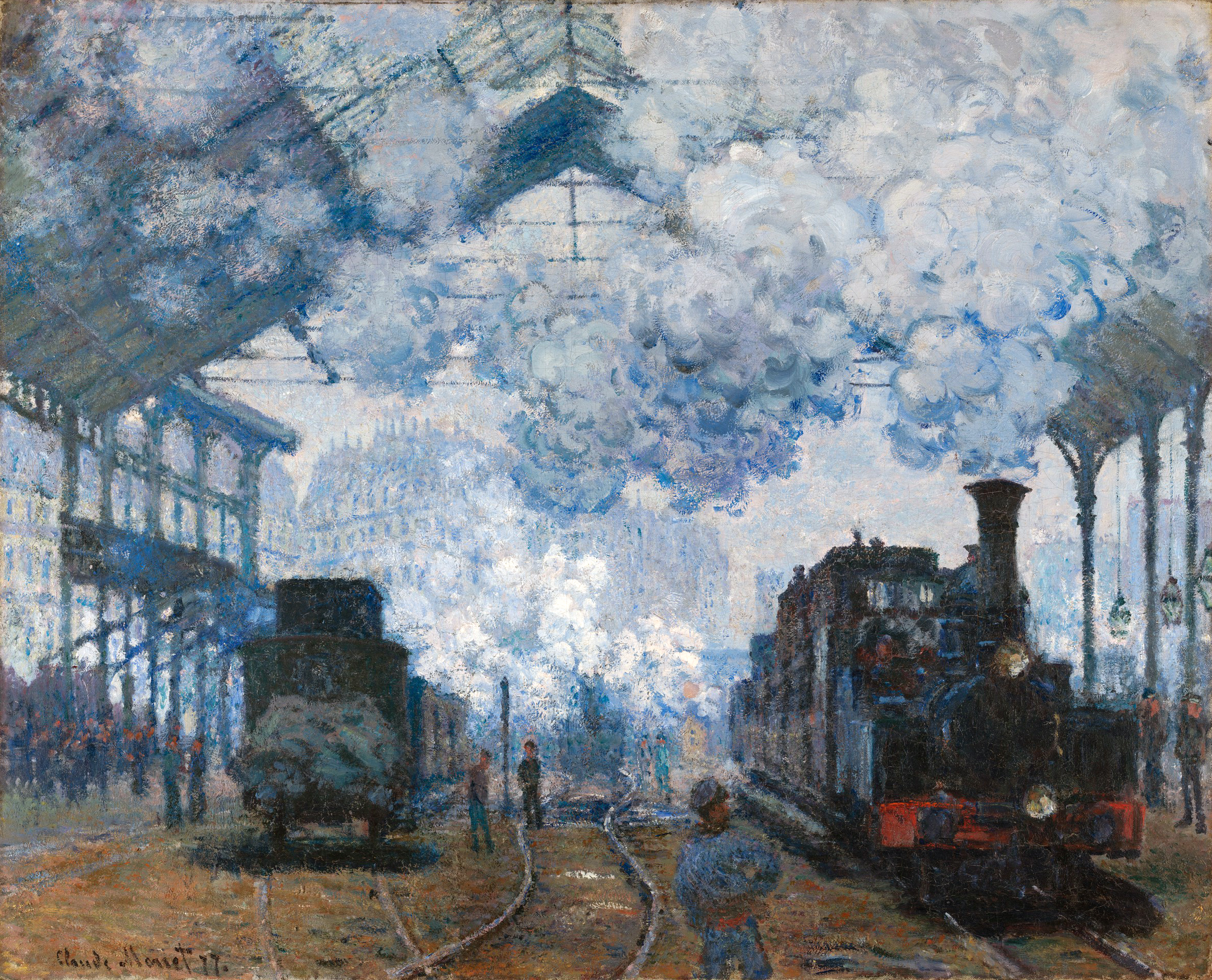
Bahnhof Saint Lazare in Paris, Ankunft eines Zuges von Claude Monet
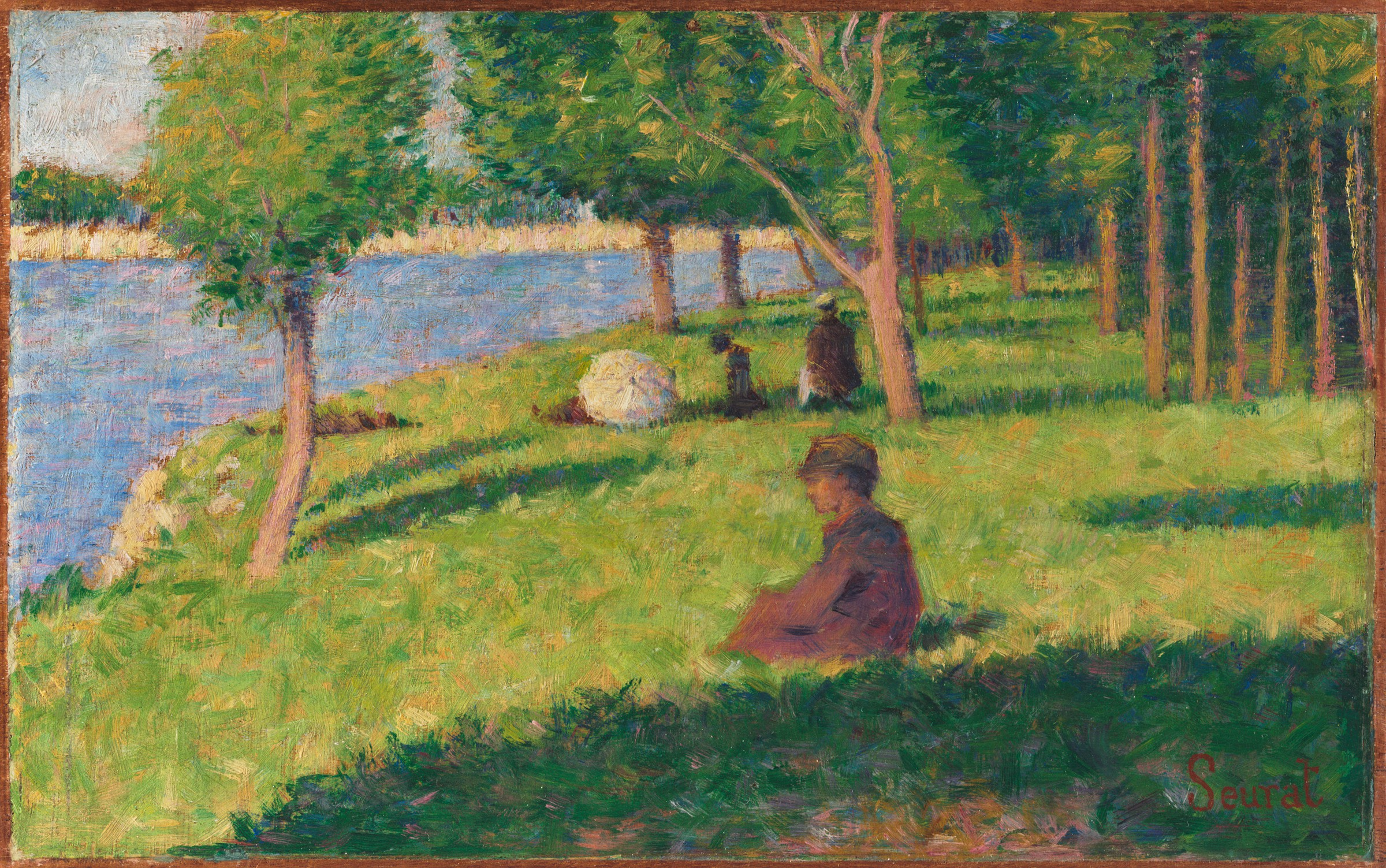
Figures assises von Georges Seurat
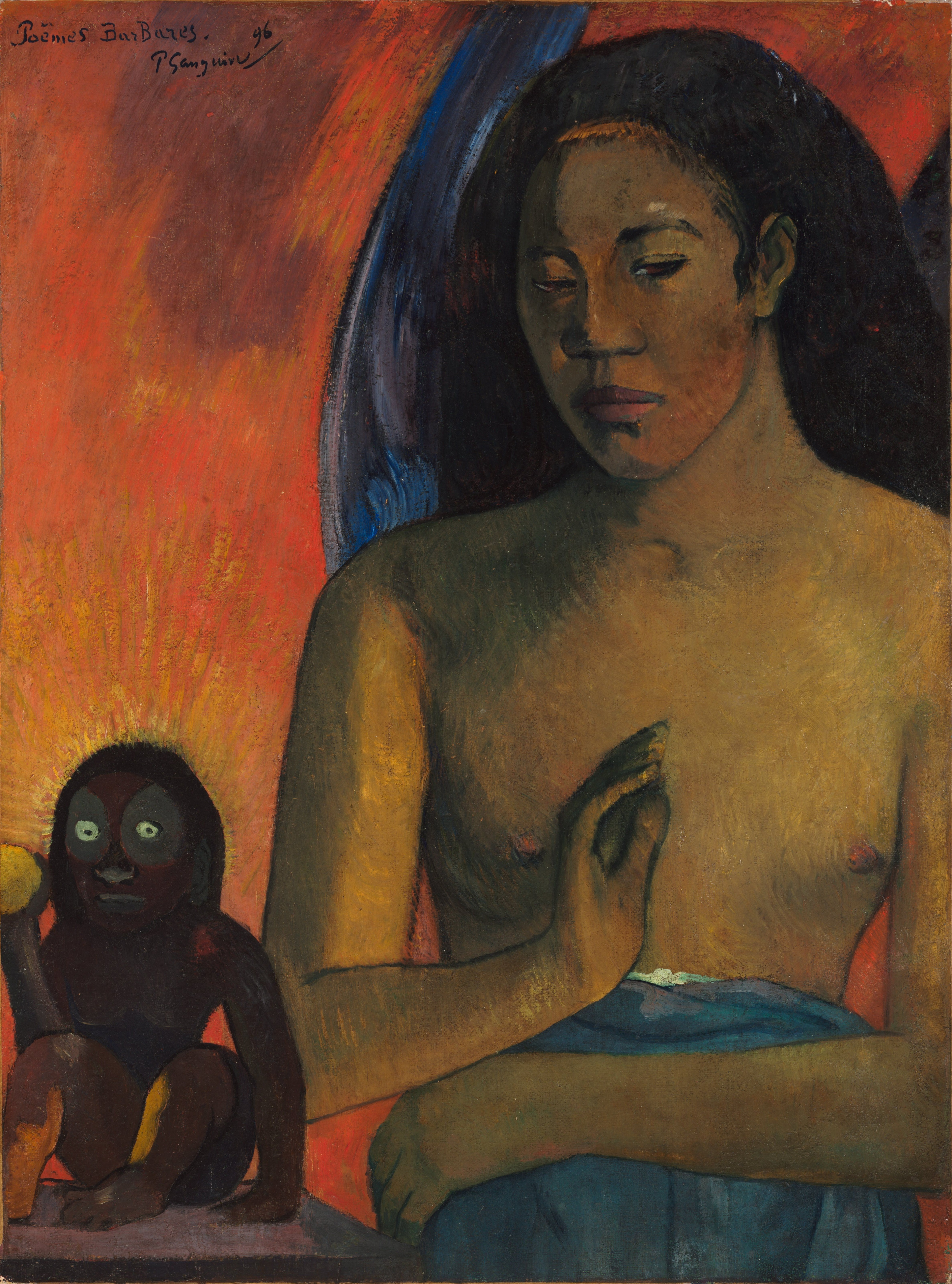
Poèmes barbares von Paul Gauguin
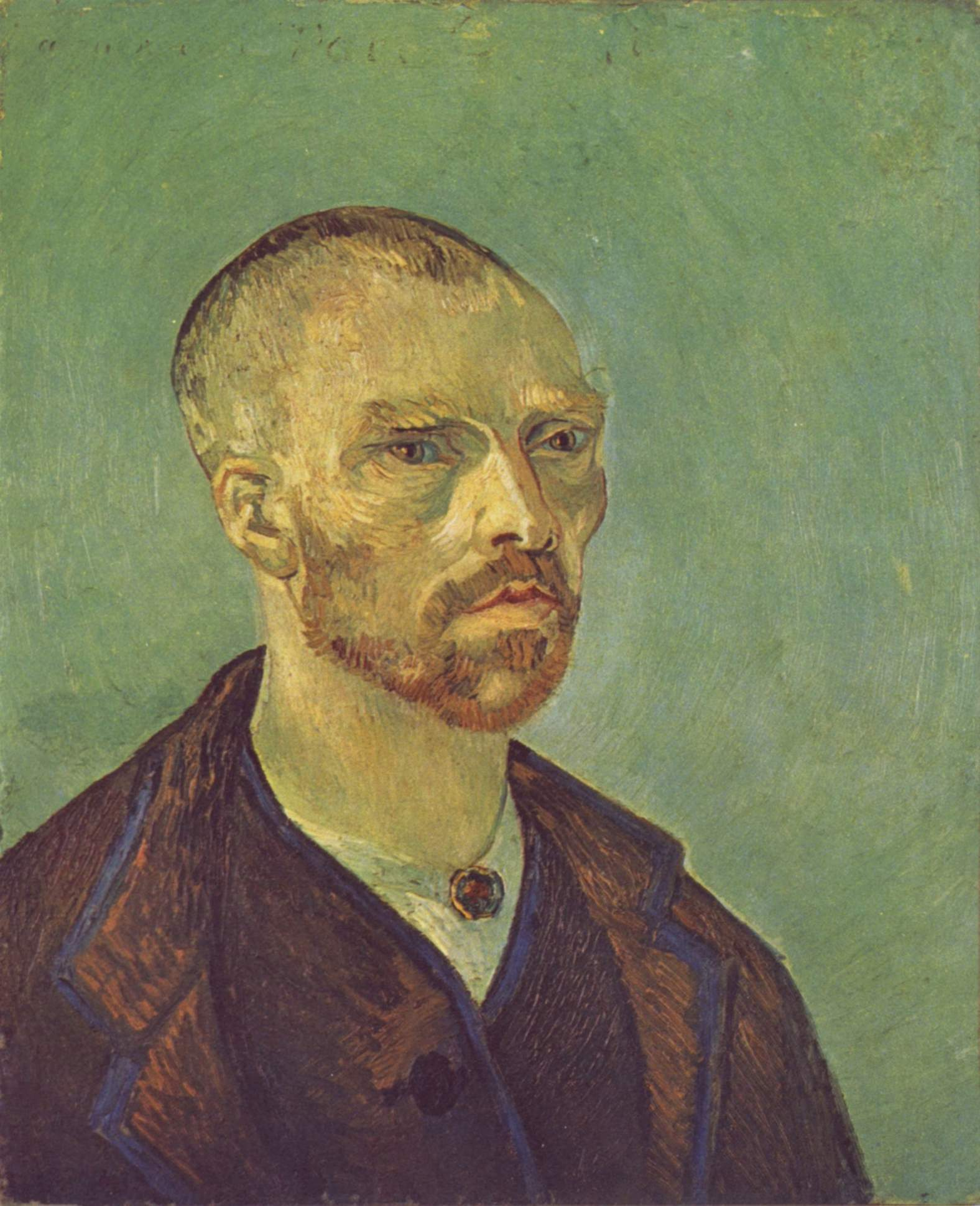
Selbstporträt von Vincent van Gogh

## Sonderausstellungen
Das Museum zeigt Sonderausstellungen zu verschiedenen Themen. Sie beschäftigen sich mit Kunstgattungen, Kunstrichtungen und Regionen, sowie dem Werk einzelner Künstler. Beispiele sind Paintings by Max Beckmann from the Pinakothek der Moderne, Munich im Jahr 2007 oder The Western Tradition: Art since the Renaissance aus dem Jahr 2008. Die von 2006 bis 2008 laufende Ausstellung Modern Art, 1865-1965 konzentrierte sich stattdessen auf einen bestimmten Abschnitt der Kunstgeschichte. Daneben wurden Ausstellungen gezeigt, die sich mit der nicht in der Sammlung des Fogg Art Museum Asiatischen Kunst beschäftigen. So etwa A Compelling Legacy: Masterworks of East Asian Painting aus den Jahren 2004/2005 und verschiedene Ausstellungen zu asiatischen Skulpturen.